# Stephen Barton
Stephen Barton (Preston, 17 september 1982) is een Brits componist van voornamelijk filmmuziek.

## Biografie
Barton was als kind al muzikaal als koorzanger bij het Winchester Cathedral Choir. Hij studeerde het muziekinstrument piano en compositie aan de Wells Cathedral School. In 2002 verhuisde hij naar Los Angeles. Daar begon hij zijn carrière als assistent bij de filmcomponist Harry Gregson-Williams in de muziekstudio Remote Control Productions. Na een samenwerking van zes jaar met Gregson-Williams begon Barton aan zijn eigen muziekproducties. Ook componeert hij zijn muziek in zijn eigen bedrijf genaamd Afterlight Inc. in Hollywood. Barton is het meest bekend om zijn muziek voor computerspellen.

## Filmografie
| Jaar | Titel                         | Opmerkingen          |
| ---- | ----------------------------- | -------------------- |
| 2005 | Mrs. Palfrey at the Claremont |                      |
| 2009 | The Six Wives of Henry Lefay  |                      |
| 2009 | Exam                          |                      |
| 2009 | Jennifer's Body               | met Theodore Shapiro |
| 2012 | Dino Time                     |                      |
| 2013 | Line of Duty                  |                      |
| 2014 | One Square Mile               |                      |
| 2014 | Last Weekend                  |                      |
| 2017 | Unlocked                      |                      |

## Overige producties

### Computerspellen
| Jaar | Titel                          | Opmerkingen                   |
| ---- | ------------------------------ | ----------------------------- |
| 2007 | Call of Duty 4: Modern Warfare | met Harry Gregson-Williams    |
| 2010 | How to Train Your Dragon       |                               |
| 2014 | Titanfall                      |                               |
| 2019 | Apex Legends                   |                               |
| 2019 | Star Wars Jedi: Fallen Order   | met Gordy Haab en Nick Lavier |
| 2020 | Watch Dogs: Legion             |                               |
| 2022 | MultiVersus                    | met Gordy Haab en Kevin Notar |
| 2023 | Star Wars Jedi: Survivor       | met Gordy Haab                |

### Televisieseries
| Jaar | Titel                       | Opmerkingen           |
| ---- | --------------------------- | --------------------- |
| 2009 | G.I. Joe: Resolute          |                       |
| 2012 | Motorcity                   | met Brendon Small     |
| 2015 | Niko and the Sword of Light | 2015-2018             |
| 2017 | 12 Monkeys                  | 2017-2018             |
| 2023 | Star Trek: Picard           | met Frederik Wiedmann |

### Documentaires
| Jaar | Titel                                                      | Opmerkingen    |
| ---- | ---------------------------------------------------------- | -------------- |
| 2005 | The Blood of My Brother: A Story of Death in Iraq          |                |
| 2015 | Madina's Dream                                             |                |
| 2019 | Built by Jedi - The Making of Star Wars Jedi: Fallen Order | met Gordy Haab |

### Documentaire series
| Jaar | Titel             | Opmerkingen |
| ---- | ----------------- | ----------- |
| 2019 | Mysterious Planet |             |

### Additionele Muziek
Aan deze soundtracks componeerde Barton enkele tracks voor Harry Gregson-Williams.
| Jaar | Titel                                                          | Opmerkingen |
| ---- | -------------------------------------------------------------- | ----------- |
| 2003 | Sinbad: Legend of the Seven Seas                               |             |
| 2004 | Shrek 2                                                        |             |
| 2004 | Return to Sender                                               |             |
| 2004 | Team America: World Police                                     |             |
| 2004 | Bridget Jones: The Edge of Reason                              |             |
| 2005 | Kingdom of Heaven                                              |             |
| 2005 | The Chronicles of Narnia: The Lion, the Witch and the Wardrobe |             |
| 2006 | Seraphim Falls                                                 |             |
| 2006 | Flushed Away                                                   |             |
| 2007 | The Number 23                                                  |             |
| 2007 | Shrek the Third                                                |             |
| 2008 | The Chronicles of Narnia: Prince Caspian                       |             |
| 2008 | Jolene                                                         |             |

- Biblioteca Nacional de España: XX4929888
- Bibliothèque nationale de France: cb162032803 (data)
- Gemeinsame Normdatei: 1160896933
- International Standard Name Identifier: 0000 0001 1580 7980
- Library of Congress Control Number: no2012022770
- MusicBrainz: d55185f3-494f-4dc1-8418-97b7272bd812
- Système universitaire de documentation: 170551490
- Virtual International Authority File: 120765451
- WorldCat: E39PBJpjjjkVxkBcbRrdv9qhHC